# Луговик антарктический
Лугови́к антаркти́ческий, или Щу́чка антарктическая (лат. Deschampsia antarctica) — вид травянистых растений из рода Луговик семейства Злаки, или Мятликовые; один из двух видов  (наряду с Колобантусом кито) цветковых растений, встречающихся на территории Антарктиды.

## Ботаническое описание
Высота растения — от 3 до 20 см. Соцветие — метёлка.
Вегетация луговика в условиях Антарктики начинается в ноябре, когда происходит прорастание семян или возобновление прошлогодних куртин. В условиях оазиса Пойнт Томас уже в первой половине декабря цветки луговика могут иметь зрелую пыльцу. Наиболее быстрое развитие цветоносов и формирование плодов отмечается у растений экспонированных местообитаний в зоне влияния моря, в частности, морских волн.

## Распространение и экология
Ареал вида — северо-западная часть Антарктического полуострова, Южные Шетландские, Фолклендские (Мальвинские) и некоторые другие острова Антарктики, а также юг Аргентины и Чили.
Луговик антарктический растёт на солнечных сторонах и склонах гор в каменистой почве, хорошо прогреваемой солнцем. Растение хорошо приспособлено к суровым условиям: имеет короткий вегетационный период, выдерживает заморозки даже во время цветения.
В последние десятилетия всемирное потепление наиболее затронуло Антарктический полуостров, что привело к расширению антарктической части ареала этого растения в двадцать пять раз.

## Значение и применение
Поедается оленями.